# Stojczewci
Stojczewci (bułg. Стойчевци) – wieś w Bułgarii, w obwodzie Wielkie Tyrnowo, w gminie Elena. W 2024 roku pozostał 1 człowiek.